# Moyens de détection électromagnétique
Les  Moyens de Détection Electromagnétique  sont des radars navals en service dans la Marine nationale française à partir de 1941 et constituent les premiers systèmes embarqués français opérationnels de détection radar. 

## Origines
Après les essais d'un "détecteur d’obstacles" sur l'Oregon, le Normandie et l'aviso ville d'Ys entre 1934 et 1935, puis le développement du Barrage David, commandé à partir de 1938, il apparaît que faute d'un investissement suffisant, les armées françaises sont en retard dans le domaine de la détection électromagnétique, les britanniques déployant dès 1937 un système cohérent, le Chain home. 
La marine nationale s'engage dans cette voie en développant des radars métriques à impulsions de surveillance aérienne. La défaite de juin 1940 provoque la mise en sommeil de ces réalisations, mais la marine profite des clauses de l'armistice, qui garantissent l'activité de la flotte basée à Toulon et outre-mer. Il est décidé d'équiper les navires en moyens de détection électromagnétique.

## Mise en place
L'équipement en radar est réalisé sur les navires les plus importants de la flotte, les cuirassés et les croiseurs lourds.

### Système SADIR
Le premier navire équipé d'un radar est le cuirassé Richelieu, basé à Dakar depuis l’armistice. En 1941, il reçoit sous la conduite du capitaine de frégate Agenet un radar SADIR (Société Anonyme Des Industries Radioélectriques), ramené de Bizerte et fonctionnant sur une longueur d’onde de 1,2 m (250 Mhz, 15 kW crête). L'appareil se révèle capable de détecter des avions  à 80 km, s'ils volaient à plus de 1 500 mètres, à 50 km, s'ils volaient à 1 000 mètres, à 10 km, s'ils volaient au ras de l'eau. Les navires étaient repérés entre 10 et 20 km, avec une précision de 500 mètres.
Le cuirassé Strasbourg et le croiseur lourd Algérie sont équipés en janvier et en avril 1942.

### Système LMT
Un équipement de plus forte puissance est ensuite utilisé, le radar LMT (50 kW de puissance crête, {\displaystyle \lambda }=2 m). Il assure la détection d'avions à 110 km et de navires à 25 km, et avec un dispositif de télémétrie sur échelle fine, une précision de 25 m pour les distances inférieures à 30 km. 
Le radar LMT équipe le cuirassé Jean-Bart en septembre 1942 à Casablanca, puis le croiseur lourd Colbert à Toulon.
Après le débarquement des Alliés en Afrique du Nord le 8 novembre 1942, les troupes allemandes entrent en zone sud et la flotte se saborde à Toulon dans la nuit du 27 au 28 novembre.
Les cuirassés Richelieu et Jean-Bart sont les seuls survivants de cet épisode et le premier de ces navires verra ses moyens de détection modernisés pendant la guerre par des radars américains.

## À voir